# IC 1224
IC 1224 — галактика типу C (компактна галактика) у сузір'ї Геркулес.
Цей об'єкт міститься в оригінальній редакції індексного каталогу.